# Vidus Vidius
Vidus Vidius, wł. Guido Guidi (ur. 10 lutego 1508 we Florencji, zm. 26 maja 1569) – włoski lekarz.

## Życiorys

De curatione membratim libri, 1594

Vidus Vidius urodził się we Florencji 10 lutego 1508 roku. Jego ojciec był lekarzem, a matka córką malarza Domenico Ghirlandaio. Vidius praktykował medycynę i chirurgię w rodzinnym mieście, czym zdobył sobie dobrą reputację. Dzięki opinii dobrego lekarza został w 1542 roku zaproszony przez króla Francji Franciszka I do Paryża, gdzie miał zostać jednym z jego osobistych lekarzy oraz wykładowców na otwartym wówczas College de France. Po pięciu latach pobytu w Paryżu Vidius został zatrudniony jako osobisty lekarz Kosmy Medyceusza, został wykładowcą w Pizie, a w 1557 roku został nobilitowany. Zmarł 26 maja 1569 roku i został pochowany w rodzinnym grobowcu we Florencji.